# ميسون أبو أسعد
ميسون أبو أسعد (25 يناير 1982 -)، ممثلة سورية.

## عن حياتها
ولدت في مدينة حمص 25 يناير 1982، لعائلة سورية  ونشأت لها خمسة اخوة. تخرجت من المعهد العالي للفنون المسرحيه في سوريا وحصلت علي دبلوم إخراج مسرحي من المعهد العالي للفنون المسرحية بمصر. عمِلَت في المسرح والسينما والتلفزيون وشارَكت في وِرَش عَمل رقص وحَركة مسرحيّة مع فِرَق محليّة وعربيّة وأوروبيّة ومهرجانات عربية ودولية. وهي الشقيقة الصغرى للممثلة السورية لورا أبو أسعد حيث كانت تذهب بسنٍّ مُبكِرة بصحبة شقيقتها لتشاهد البروفة في المسرح، فتعلقت بالتمثيل. والوالِد أيضا له ميول فنيّة، والدها كاتب وشاعِر ولكنه لم ينشُر قصائِده. فنشأت مُسلّحة بالثقافة والتربية الفنية.

## بدايتها الفنية
بدأت مسيرتها الفنيه بعمل تلفزيوني "صلاح الدين الايوبي".ولكن عام 2009 كان العام الذي صنع الفرق في مسيرة ميسون الفنية عن دور "بسمة" في "عن الخوف والعُزلة"، ولمع نجمُها على شاشة التلفزيون في أعمالٍ مُهِمّة عدّة منها: "أهل الغرام"، و "المارِقون"، و "طالِع الفضّة"، و "حدود شقيقة"، و"أرواح عارِية"، و"باب الحارة" و"فنجان الدم " و " حرائر " و "بقعة ضوء " وحائرات " و"وراء الشمس " و " حدث في دمشق" و" سقوط الخلافة" و"مدرسة الحب" و"عندما تشيخ الذئاب".
وفي السينما "مريم" و «سوريون» وشاركت أيضا في دبلجة العديد من المسلسلات التركيه والمكسيكية منها«سنوات الضياع» «نور» «ماريتشوي» و «ويبقى الحب» حيث كان لها أثر عظيم في تاريخ الدوبلاج في الوطن العربي.

## من أعمالها

### المسلسلات
| المسلسل           | الدور/الوظيفة  |
| ----------------- | -------------- |
| بقعة ضوء ج14      |                |
| عندما تشيخ الذئاب | رابعة          |
| السلطان والشاه    | خولة           |
| شبابيك            | رهف            |
| قصر العشاق        | سلمى شريف      |
| بقعة ضوء ج12      |                |
| زوال              | وداد           |
| مدرسة الحب        | ميرا/ كندة     |
| مذنبون أبرياء     | سراب           |
| باب الحارة ج7     | نادية          |
| بقعة ضوء ج11      |                |
| حرائر             | زبيدة          |
| شهر زمان          | تولين          |
| الحب كله          |                |
| العبور            | روعة           |
| باب الحارة ج6     | نادية          |
| حائرات            |                |
| حدث في دمشق       |                |
| حدود شقيقة        |                |
| أرواح عارية       | رزان           |
| رفة عين           |                |
| السقوط            |                |
| رجال العز         | فطمة أبو الذهب |
| طالع الفضة        | صبحية          |
| بقعة ضوء ج7       | ضيفة الحلقات   |
| سقوط الخلافة      | جلنار          |
| قيود الروح        | نور            |
| وراء الشمس        | بدرية          |
| آخر أيام الحب     |                |
| على قيد الحياة    | سارية          |
| عن الخوف والعزلة  | بسمة           |
| فنجان الدم        |                |
| قلبي معكم         | لميس           |
| منمنمات اجتماعية  |                |
| اسأل روحك         |                |
| اصعب قرار         |                |
| الحوت             | ليالي          |
| أنسر ماشين        |                |
| أهل الغرام (ج2)   |                |
| تأرجح             |                |
| خبرني يا طير      |                |
| رحاب              |                |
| نساء من البادية   |                |
| زمن الخوف         |                |
| عنترة             | لباية          |
| ندى الأيام        |                |
| باب الشمس         | لميا           |
| عذراء الجبل       | ضيفة حلقات     |
| رحلة الانتقام     |                |
| سيف بن ذي يزن     | شامة           |
| قانون ولكن        |                |
| زمان الوصل        | طروب           |
| سحر الشرق         |                |
| كلاسيك            |                |

### الأفلام
- مريم
- سوريون

بالإضافة إلى التمثيل عملت في مجال الدبلجة حيث قامت بأداء صوتي للعديد من المسلسلات التركيه والمكسيكية منها:
- مسلسل دموع الورد
- مسلسل سنوات الضياع
- مسلسل نور
- ماري تشوي (مسلسل)
- انتصار الحب
- بنات الميتم (جورجي)
- دروبي مع دوريمي (رفيف)
- شيوبي (أوبورو)
- أشكالهم غريبة
- هايجكي

## روابط خارجية
- ميسون أبو أسعد على موقع قاعدة بيانات الأفلام العربية